# 米奇湖

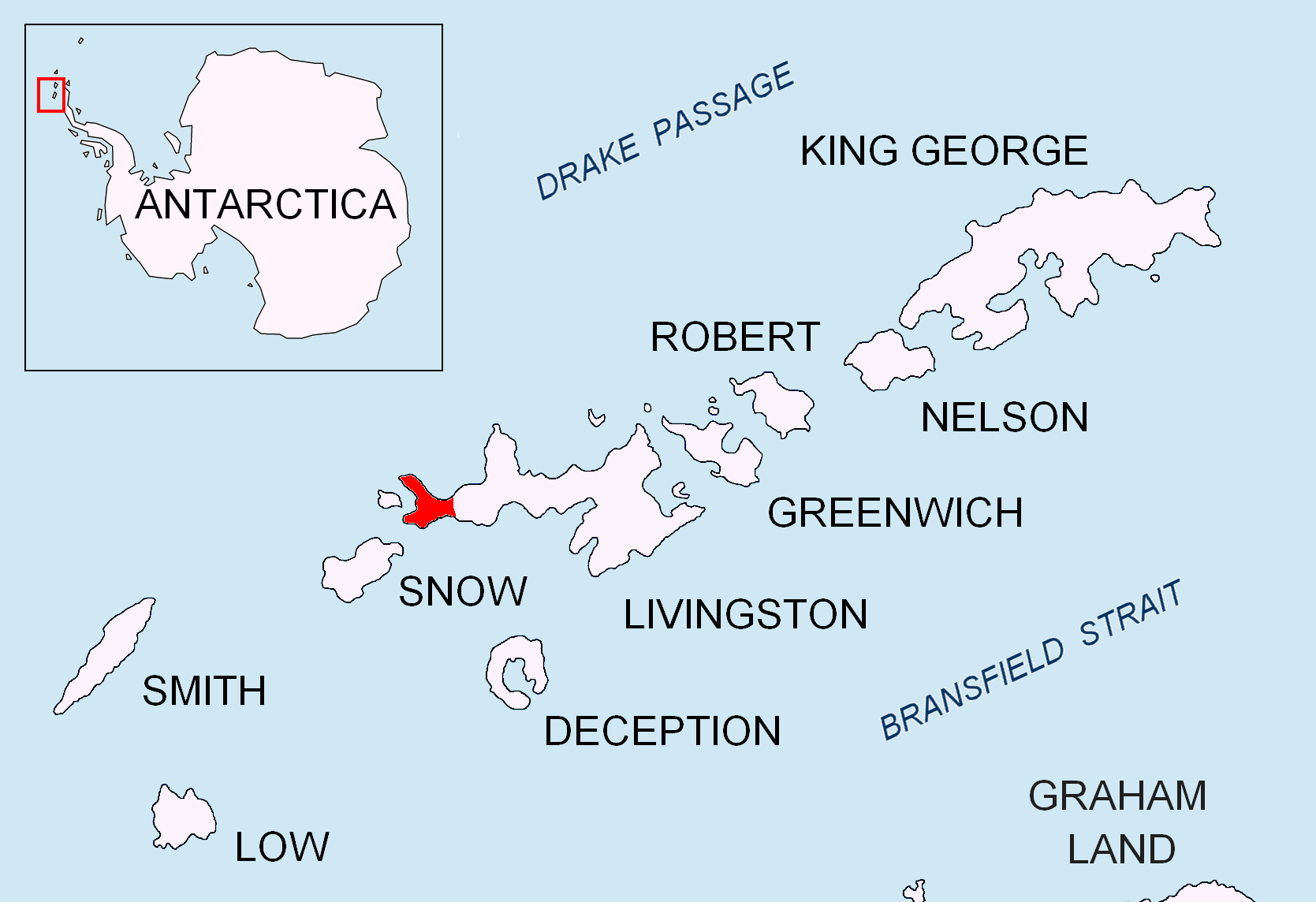

米奇湖是南極洲的湖泊，位於南設得蘭群島中利文斯頓島的拜爾斯半島，長0.57公里、寬0.12公里，該湖泊現時由南極條約體系管理。
62°37′49″S 61°05′42″W / 62.63028°S 61.09500°W

## 外部連結
- SCAR Composite Antarctic Gazetteer（页面存档备份，存于）.